# Julius Constantius
Flavius Julius Constantius (* nach 289; † 337 in Konstantinopel) war ein Sohn des römischen Kaisers Constantius Chlorus und der Vater des Kaisers Julian. Er bekleidete 335 das Konsulat und wurde nach dem Tod seines Halbbruders Konstantin 337 ermordet.

## Zeitgeschichtlicher Hintergrund
Das Römische Reich durchlief zu Beginn des 4. Jahrhunderts einen tiefgreifenden Wandel. Julius Constantius’ Halbbruder Konstantin der Große hatte sich in den Nachfolgekämpfen, die mit dem Ende der von Kaiser Diokletian begründeten Tetrarchie ausbrachen, durchgesetzt und begründete so die konstantinische Dynastie, der auch sein jüngerer Bruder Julius Constantius und dessen Söhne Constantius Gallus und Julian angehörten.
Konstantins Regierungszeit war vor allem aus zwei Gründen bedeutsam: Zum einen verlagerte er die Zentralmacht mit der neuen Hauptstadt Konstantinopel in den Ostteil des Reiches, der ohnehin immer mehr an Bedeutung gewonnen hatte. Die Entscheidung für die neue Hauptstadt fiel nicht zuletzt aus außenpolitischen Erwägungen heraus, denn Konstantinopel lag etwa gleich weit entfernt von den bedrohten Grenzen des Reiches an Donau und Euphrat. Zum anderen förderte Konstantin das Christentum und leitete somit die Christianisierung des Römischen Reiches ein. Auch wenn die traditionellen Götterkulte nicht abgeschafft wurden, verloren sie doch an Kraft und Einfluss. Julius Constantius’ Sohn Julian versuchte später erfolglos, diese Entwicklung aufzuhalten.

## Leben
Julius Constantius wurde nach 289 als Sohn des Kaisers Constantius I. und dessen Frau Theodora geboren, der Stieftochter des Kaisers Maximian. Dalmatius und Hannibalianus waren seine Brüder, Constantia, Anastasia und Eutropia seine Schwestern. Kaiser Konstantin der Große entstammte der Verbindung seines Vaters mit Helena und war damit sein Halbbruder. Trotz dieser illustren Verwandtschaft war Julius Constantius niemals selbst Kaiser oder Mitkaiser, Konstantin verlieh ihm allerdings die Titel eines Patricius und Nobilissimus.
Julius Constantius war zweimal verheiratet. Mit seiner ersten Frau Galla, der Schwester der späteren Konsuln Vulcacius Rufinus und Naeratius Cerealis, hatte er zwei Söhne und eine Tochter. Sein ältester Sohn, dessen Name nicht überliefert ist, wurde 337 gemeinsam mit dem Vater ermordet. Sein zweiter Sohn war Constantius Gallus, der unter Constantius II. zum Caesar aufstieg. Seine Tochter war die erste Ehefrau des Constantius.
Nach dem Tod seiner ersten Frau heiratete Julius Constantius Basilina, die Tochter des ägyptischen Prätorianerpräfekten Iulius Iulianus. Diese schenkte ihm einen weiteren Sohn, den späteren Kaiser Julian. Sie starb bereits vor ihrem Mann um 332/33. Von weiteren Ehen des Julius Constantius ist nichts bekannt. Da die Quellenlage über ihn aber eher dürftig ist, sind weitere Ehen nicht ausgeschlossen.
Angeblich auf Betreiben seiner Stiefmutter Helena lebte Julius Constantius zunächst nicht am Hof seines Halbbruders, sondern zusammen mit Dalmatius und Hannibalianus in Tolosa, in Etrurien, wo auch sein Sohn Gallus geboren wurde, und in Korinth. Schließlich wurde er doch nach Konstantinopel berufen und konnte dort ein gutes Verhältnis zu Kaiser Konstantin aufbauen.
335 war Julius Constantius gemeinsam mit Ceionius Rufius Albinus Konsul. Bereits 337 fiel er mit seinem ältesten Sohn der auf den Tod seines Halbbruders folgenden Säuberungswelle zum Opfer. Auch sein Vermögen wurde beschlagnahmt, seine beiden jüngeren Söhne überlebten jedoch, da sie 337 noch Kinder waren, und stiegen später zum Mitkaiser bzw. zum Kaiser auf.